# Hipposideros hypophyllus
Hipposideros hypophyllus är en fladdermus i familjen rundbladnäsor som förekommer i en liten region i Indien. En längre tid antogs att den är nära släkt med Hipposideros bicolor. Studier efter 1990-talet betvivlar uppgiften.

## Utseende
Vuxna exemplar blir 41 till 42 mm långa (huvud och bål) och har en 23 till 24 mm lång svans. Underarmarnas längd är 38 till 49 mm, bakfötterna är cirka 7 mm långa och öronen är 17 till 18 mm stora. Hudflikarna på näsan (bladet) har en rund grundform samt ett trekantigt och ett runt utskott. Pälsen på ovansidan kan vara gråbrun eller rödbrun och undersidan är täckt av ljusbrun till vit päls. Arten har en diploid kromosomuppsättning med 32 kromosomer.

## Utbredning och ekologi
Denna fladdermus är endast känd från distriktet Kolar i södra Indien. Området ligger ungefär 570 meter över havet. Landskapet består av åkrar, buskskogar och byar.
Hipposideros hypophyllus vilar i en enda grotta som den delar med Hipposideros durgadasi, Hipposideros fulvus och Hipposideros speoris. Flera exemplar skapade fettreserver före vintern. Antagligen intar de ibland ett stelt tillstånd (torpor). Lätet för ekolokaliseringen har en frekvens mellan 103 och 105 kHz. Under sensommaren registrerades dräktiga honor.

## Hot
Nära grottan finns ett illegalt stenbrott för granit. En population som levde närmare stenbrottet i en annan grotta försvann. Troligtvis påverkas arten negativt av bekämpningsmedel. IUCN listar Hipposideros hypophyllus som akut hotad (CR).